# Championnat féminin de la CONCACAF 2018
Navigation
Édition précédente Édition suivante
Le Championnat féminin de la CONCACAF 2018 est la dixième édition du Championnat féminin de la CONCACAF, qui met aux prises les 8 meilleures sélections féminines de football d'Amérique du Nord, d'Amérique centrale et des Caraïbes affiliées à la CONCACAF. La compétition se déroule aux États-Unis du 4 au 17 octobre 2018. Elle sert également de tournoi qualificatif pour la Coupe du monde féminine de football 2019 qui se déroule en France du 7 juin au 7 juillet 2019 et pour laquelle les 3 premières équipes se qualifient directement, alors que l'équipe 4e accède au barrage intercontinental contre une équipe de la CONMEBOL.

## Villes et stades
| \| Cary Edinburg Frisco \| |                      |                 |                       |
| \| Cary Edinburg Frisco \| | Frisco Texas         | Edinburg Texas  | Cary Caroline du Nord |
| -------------------------- | -------------------- | --------------- | --------------------- |
| \| Cary Edinburg Frisco \| | Toyota Stadium       | H-E-B Park      | Sahlen's Stadium      |
| \| Cary Edinburg Frisco \| | Capacité: 20 500     | Capacité: 9 735 | Capacité: 10 000      |
| \| Cary Edinburg Frisco \| |                      |                 |                       |
| \| Cary Edinburg Frisco \| | Cary Edinburg Frisco |                 |                       |

## Nations participantes
Le pays hôte et les 2 nations les mieux classées de la CONCACAF féminine au classement FIFA du 23 mars 2018 sont directement qualifiées pour la phase finale. Les autres sélections nationales doivent passer par des éliminatoires.
| Équipe                 | Qualification         | Participations        |
| Zone Amérique du Nord  | Zone Amérique du Nord | Zone Amérique du Nord |
| ---------------------- | --------------------- | --------------------- |
| États-Unis             | Automatiquement       | 9e                    |
| Canada                 | Automatiquement       | 9e                    |
| Mexique                | Automatiquement       | 9e                    |
| Zone Caraïbes          |                       |                       |
| Jamaïque               | Vainqueur             | 6e                    |
| Trinité-et-Tobago      | Deuxième              | 10e                   |
| Cuba                   | Troisième             | 1re                   |
| Zone Amérique Centrale |                       |                       |
| Costa Rica             | Vainqueur             | 7e                    |
| Panama                 | Deuxième              | 3e                    |

## Championnat féminin de la CONCACAF 2018
Règlement
Le règlement est celui de la CONCACAF relatif à cette compétition, des éliminatoires à la phase finale :
- une victoire compte pour 3 points ;
- un match nul compte pour 1 point ;
- une défaite compte pour 0 point.

Le classement des équipes est établi grâce aux critères suivants :
1. Plus grand nombre de points obtenus dans tous les matchs du groupe ;
2. Meilleure différence de buts dans tous les matchs du groupe ;
3. Plus grand nombre de buts marqués dans tous les matchs du groupe ;
4. Plus grand nombre de points obtenus entre les équipes à égalité ;
5. Meilleure différence de buts dans tous les matchs du groupe entre les équipes à égalité ;
6. Plus grand nombre de buts marqués dans tous les matchs du groupe entre les équipes à égalité ;
7. Classement du fair-play dans tous les matchs du groupe, en appliquant le barème suivant :
  - Un carton jaune compte pour -1 point ;
  - Un second carton jaune dans le même match pour une même joueuse compte pour -3 points ;
  - Un carton rouge direct compte pour -4 points ;
8. Tirage au sort.

- Les deux premiers de chaque groupe sont qualifiés pour les demi-finales où le premier d'un groupe affronte le deuxième de l'autre.
- Les deux finalistes ainsi que l'équipe troisième sont qualifiées pour la Coupe du monde 2019.
- L'équipe quatrième accède au barrage intercontinental